# Liste der Baudenkmäler in Waldbrunn
Auf dieser Seite sind die Baudenkmäler in der unterfränkischen Gemeinde Waldbrunn zusammengestellt. Diese Tabelle ist eine Teilliste der Liste der Baudenkmäler in Bayern. Grundlage ist die Bayerische Denkmalliste, die auf Basis des Bayerischen Denkmalschutzgesetzes vom 1. Oktober 1973 erstmals erstellt wurde und seither durch das Bayerische Landesamt für Denkmalpflege geführt wird. Die folgenden Angaben ersetzen nicht die rechtsverbindliche Auskunft der Denkmalschutzbehörde.
 Diese Liste gibt den Fortschreibungsstand vom 15. April 2020 wieder und enthält 13 Baudenkmäler.

## Baudenkmäler
Baudenkmäler der Gemeinde Waldbrunn:
| Lage                             | Objekt                                                                        | Beschreibung | Akten-Nr.     | Bild           |
| -------------------------------- | ----------------------------------------------------------------------------- | --- | ------------- | -------------- |
| Am Brunnholz (Standort)          | Bildstock                                                                     | Aufsatz mit erneuertem Kreuzigungsrelief, auf Säule über Postament mit Inschrift, Sandstein, bezeichnet 1815                                              | D-6-79-204-8  | weitere Bilder |
| Brunnrain, Haselgrund (Standort) | Jagdschlossfundament                                                          | Bruchsteinfundamente des geplanten Jagdschlosses Mädelhofen, für Fürstbischof Johann Philipp Franz von Schönborn, von Balthasar Neumann, 1724             | D-6-79-204-12 | weitere Bilder |
| Grabenstraße (Standort)          | Bildhäuschen                                                                  | erneuert, rundbogiger Nischenaufsatz auf Postament, darin Pietàfigur des 19. Jahrhunderts                                                                 | D-6-79-204-1  | weitere Bilder |
| Hauptstraße (Standort)           | Bildhäuschen                                                                  | erneuerter Massivbau mit Nischenöffnung und Satteldach, darin Marienfigur des 19. Jahrhunderts                                                            | D-6-79-204-5  | weitere Bilder |
| Hauptstraße 1 (Standort)         | Katholische Pfarrkirche St. Norbert                                           | neugotischer Saalbau mit eingezogenem Chor und Chorflankenturm mit Spitzhelm, 1889, mit Ausstattung                                                       | D-6-79-204-2  | weitere Bilder |
| Hauptstraße 9, 11, 13 (Standort) | Ehemaliger Amtshof des Klosters Oberzell, Dreiseithof: ehemaliges Amtshaus    | zweigeschossiger, barocker Massivbau mit Mansardhalbwalmdach, Tordurchfahrt und geohrten Fensterrahmungen, 18. Jahrhundert                                | D-6-79-204-3  | weitere Bilder |
| Hauptstraße 7 (Standort)         | Ehemaliger Amtshof des Klosters Oberzell, Dreiseithof: ehemalige Scheune      | Bruchsteinmauerwerksbau mit Walmdach und Hausteingliederung, gleichzeitig                                                                                 | D-6-79-204-3  | weitere Bilder |
| Hauptstraße 13 (Standort)        | Ehemaliger Amtshof des Klosters Oberzell, Dreiseithof: ehemaliges Stallstadel | eingeschossiger Massivbau mit einseitig halb abgewalmtem Satteldach und geohrter Fensterrahmung, nördlicher Teil 18. Jh., um 1800 nach Süden erweitert    | D-6-79-204-3  | weitere Bilder |
| Hauptstraße 22 (Standort)        | Wirtshausausleger                                                             | mit Krone, Schmiedeeisen, bezeichnet 1880 | D-6-79-204-4  | BW             |
| Helmstädter Steig (Standort)     | Ehemaliges Wasserwerk                                                         | eingeschossiger Sichtziegelbau mit Satteldach und südlichem Trafoturmanbau von 1943, 1900/02, mit technischer Ausstattung.                                | D-6-79-204-13 | BW             |
| Kister Straße, Sohl (Standort)   | Bildstock                                                                     | Aufsatz mit modernem Kreuzschlepperrelief, auf Pfeiler über Postament mit Inschrift, bezeichnet 1799                                                      | D-6-79-204-6  | weitere Bilder |
| Kreisstraße WÜ 12 (Standort)     | Wegkapelle                                                                    | sogenannte Dreifaltigkeitskapelle, kleiner Bruchsteinmauerwerksbau mit Satteldach und Hausteingliederung, historistisch, bezeichnet 1869, mit Ausstattung | D-6-79-204-10 | BW             |
| Mädelhofer Straße (Standort)     | Wegkreuz                                                                      | Kruzifix auf Postament mit Inschrift, Sandstein, bezeichnet 1905                                                                                          | D-6-79-204-9  | weitere Bilder |
| Nähe Röntgenstraße (Standort)    | Bildhäuschen                                                                  | Massivbau mit rundbogiger Nische mit Sandsteingewände, darin Holzskulptur des Hl. Wendelin, 19. Jahrhundert                                               | D-6-79-204-11 | weitere Bilder |
| Sohl (Standort)                  | Bildhäuschen                                                                  | zugleich Gedenkstein, kreuzbekrönter Nischenaufsatz mit moderner Pietàfigur, auf Postament mit Inschrift, Sandstein, bezeichnet 1888                      | D-6-79-204-7  | weitere Bilder |